# 新村1949
《新村1949》，又称《新村》，是一部由黃巧力导演的电影，也是马来西亚第一部中文史诗电影。这部电影耗资3百万令吉的制作费，橫跨4個州屬的新村進行拍攝工作，把英军40年代末至50年代將马来亚華人趕到集中營进行聚集與管制，而後形成了現在獨有的華人新村特色歷史重現。这部电影在2013年8月22日在马来西亚的多家戏院上映。但因电影里有关于马来亚共产党（马共）的内容 ，使这部电影后来在马来西亚被禁播。

## 剧情
《新村1949》以一對40年後再重逢的戀人的愛情故事，重現大馬新村大搬遷的情況。1948年，英殖民政府与马来亚共产党的冲突白热化，殖民政府宣布马来亚半岛进入“紧急状态”。为了砍断马来亚共产军队和当地华人的联系和食物和药品供给，许多住在森林边缘的华人被英军强迫迁入有两重钢丝网村子（今日称新村）。文秀是一个住在森林边缘的平民女子，偶然碰见了擅自闯进她家的马共分子阿南，后来两个年轻男女开始一段战场爱情。

## 演员表
- 苏科威饰演阿南
- 林家冰饰演文秀
- 陈浩然
- 萧慧敏
- 邱文博
- 曾耀祖
- 刘界辉
- 许佳麟
- 黄立强
- 温慧茵
- 贾森
- 白琳
- 侯诗玲

## 电影原声带
等候－周博华

## 书籍
- 《新村电影幕前幕后实录》ISBN 978-967-0564-06-7（沈雨仙/文字，黄巧顺/摄影）
- 《新村》电影小说 ISBN 978-967-0564-06-7（谢智慧/小说改写）